# Liste des préfets de la Somme
Liste des préfets de la Somme depuis la création du département. Le siège de la préfecture est à Amiens.
La liste des préfets de la Somme détaille l’ensemble des hauts fonctionnaires nommés à la tête des services de l’État dans le département de la Somme sous les différents régimes politiques français depuis 1800.
La fonction de préfet, créée par la loi concernant la division du territoire de la République et l’administration, sous le Consulat, est pour la première fois exercée dans la Somme par Nicolas-Marie Quinette, nommé le 11 ventôse an VIII (2 mars 1800).
Rollon Mouchel-Blaisot est l'actuel préfet de la Somme, nommé par décret présidentiel du 13 juillet 2023. Il est entré en fonction le 24 juillet 2023.

## Préfets napoléoniens(1800-1814)
| Période          | Période          | Identité                                      | Fonction précédente | Observation |
| ---------------- | ---------------- | --------------------------------------------- | --- | --- |
| 2 mars 1800      | 30 novembre 1810 | Nicolas-Marie Quinette                        | Notaire à Soissons Administrateur du département de l'Aisne (1791) Député de l'Aisne à l'Assemblée législative (1791) Député de l'Aisne à la Convention nationale (1792) Député au Conseil des Cinq-Cents (1796, président en 1796) Ministre de l'Intérieur (1799) | Conseiller d'État Directeur général de la comptabilité des hospices et communes Pair des Cent-Jours Membre de la Commission Napoléon II                                |
| 30 novembre 1810 | 12 mars 1813     | Charles Poitevin de Maissemy                  | Maître des requêtes (avant la Révolution) Administrateur de département Préfet du Mont-Blanc (1804-1810) | Passe à la retraite |
| 12 mars 1813     | non-installé     | Antoine Desmousseaux de Givré                 | Membre du Tribunat (1800) 1er Préfet de l'Ourte (11 ventôse an VIII - 1806) Préfet de la Haute-Garonne (1806-1813) | (Sans suite) Préfet de l'Escaut (25 mars 1813 - février 1814) Représentant d'Eure-et-Loir à la Chambre des Cent-Jours                                                  |
| 25 mars 1813     | 15 juillet 1814  | Frédéric-Séraphin de La Tour du Pin Gouvernet | Colonel (1789) Ministre plénipotentiaire à La Haye (1792) Émigré Préfet de la Dyle (1808-1813) | Ambassadeur de France extraordinaire à Vienne (1815) Pair de France (10 août 1815) Ambassadeur de France aux Pays-Bas (1815-1820) Ambassadeur de France à Turin (1820) |

## Préfets de laPremière Restauration(1814-1815)
| Période         | Période      | Identité            | Fonction précédente | Observation |
| --------------- | ------------ | ------------------- | --- | --- |
| 15 juillet 1814 | 10 juin 1815 | Alexandre de Lameth | Député de la noblesse de Péronne (Somme) aux États généraux de 1789 Préfet des Basses-Alpes (1802-1805) Préfet de Rhin-et-Moselle (1805-1806) Préfet de la Roer (1806-1809) Préfet du Pô (1809-1813) | Nommé Préfet de la Haute-Garonne en avril 1815, sans suite (Cent-Jours), nommé Pair de France en juin 1815 (seconde Restauration) |

## Préfets napoléoniens(Cent-Jours)
| Période      | Période         | Identité                     | Fonction précédente | Observation |
| ------------ | --------------- | ---------------------------- | --- | --- |
| 6 avril 1815 | Non-installé    | François Pougeard du Limbert | Avocat au Parlement de Paris (1777), Membre de l'Assemblée provinciale du Poitou (1787), Député de la sénéchaussée d'Angoulême aux États généraux de 1789, Commissaire à la Caisse de l'Extraordinaire, Député puis secrétaire (1791) de l'Assemblée constituante, Administrateur et président du district de Confolens (1791), Maire de Confolens (novembre 1791 - novembre 1792), Juge de paix de Confolens (25 septembre 1792), Représentant de la Charente au Conseil des Anciens (1795-1798), 1er Préfet de la Haute-Vienne (2 mars 1800), Membre du Tribunat (27 mars 1802, secrétaire en l'an XII), Préfet de l'Allier (1807-1814, Cent-Jours) | Nommé dans la Somme le 6 avril 1815, sans suite, obtient son maintien dans l'Allier le 20 avril Député de la Charente à la Chambre (1821, 1827 et 1830) |
| 10 juin 1815 | 10 juillet 1815 | Jean-Baptiste Cavaignac      | Avocat au Parlement de Toulouse Administrateurs du directoire du département du Lot Député du Lot à la Convention nationale (1792) Membre du comité de sûreté générale (1793) Député au Conseil des Cinq-Cents (1795-1797) Consul à Mascate (1802) Directeur de l'enregistrement et de conseiller d'État du royaume de Naples | Exilé comme régicide à la Restauration |

## Préfets de laSeconde Restauration(1815-1830)
| Période           | Période           | Identité                                                           | Fonction précédente      | Observation |
| ----------------- | ----------------- | ------------------------------------------------------------------ | ------------------------ | --- |
| 10 juillet 1815   | 20 juillet 1815   | Marie-Louis-Alexandre Blin de Bourdon                              |                          | Colonel d'état-major des Gardes Nationales du département de la Somme, préfet à titre provisoire. Sera député de la Somme. |
| 2 juillet 1815    | 9 mai 1816        | Nicolas-Maximilien-Sidoine Séguier de Saint-Brisson                | Préfet du Calvados       | Nommé préfet de la Meurthe                                                                                                 |
| 11 mars 1816      | 15 mai 1816       | Nicolas Radiguet                                                   |                          | (préfet par intérim) |
| 15 mai 1816       | 14 septembre 1816 | Auguste-Joseph Baude de la Vieuville                               | Préfet de l'Allier       | Élu député d’Ille-et-Vilaine en 1820                                                                                       |
| 14 septembre 1816 | 1er octobre 1817  | Albert-Magdelaine-Claude (1772-1857), comte de Lezay-Marnésia      | Préfet du Lot (1815)     | Député du Lot (1816-1820), Nommé préfet du Rhône. Sera membre de la Chambre des pairs (1835) et Sénateur du Second Empire  |
| 1er octobre 1817  | 27 juin 1823      | Alexandre Louis d’Allonville                                       | Préfet d’Ille-et-Vilaine | Nommé préfet du Puy-de-Dôme                                                                                                |
| 27 juin 1823      | 14 juin 1826      | Hervé Louis François Jean Bonaventure Clérel, comte de Tocqueville | Préfet de la Moselle     | Nommé préfet de Seine-et-Oise                                                                                              |
| 21 juin 1826      | 6 août 1830       | Emmanuel-Ferdinand, marquis de Villeneuve-Bargemon                 | Préfet de la Nièvre      | Passe à la retraite |

## Préfets de la monarchie de Juillet
| Période          | Période          | Identité                                     | Fonction précédente                              | Observation                                                                          |
| ---------------- | ---------------- | -------------------------------------------- | ------------------------------------------------ | ------------------------------------------------------------------------------------ |
| 6 août 1830      | 6 janvier 1831   | Louis Paul Antoine Juvénal Didier            | Chef de la succursale à Rouen de la banque Flory | Nommé Secrétaire général du ministère de l'intérieur                                 |
| 12 janvier 1831  | 22 octobre 1831  | Charles-Aristide de Lacoste du Viviers       | Préfet de Tarn-et-Garonne                        | Nommé préfet du Gard                                                                 |
| 22 octobre 1831  | 23 novembre 1832 | Louis Maurice Fumeron d'Ardeuil              | Préfet de l'Hérault                              | Nommé directeur de l'administration départementale et communale et conseiller d'État |
| 23 novembre 1832 | 23 juillet 1837  | Charles Dunoyer de Segonzac                  | Préfet de l'Allier, puis préfet de la Mayenne    | Nommé préfet d'Ille-et-Vilaine, non-acceptant, nommé Conseiller d'État               |
| 23 juillet 1837  | 30 janvier 1839  | Gabriel Edmond Rousseau de Saint-Aignan      | Préfet d'Eure-et-Loir                            | Nommé préfet du Nord                                                                 |
| 30 janvier 1839  | 5 juin 1840      | Jean-Baptiste Onfroy de Breville (1791-1851) | Préfet de la Haute-Garonne                       | Nommé préfet du Loiret                                                               |
| 5 juin 1840      | 12 novembre 1841 | Henri, comte Siméon (1803-1874)              | Préfet du Loiret                                 | Nommé Directeur général des tabacs                                                   |
| 23 novembre 1841 | 25 février 1848  | Jules Marie Narjot                           | Préfet du Tarn                                   | Passe à la retraite                                                                  |

## Préfets et commissaires du gouvernement de la Deuxième République (1848-1851)
| Début                 | Fin              | Nom                            | Fonction précédente                    | Observations |
| --------------------- | ---------------- | ------------------------------ | -------------------------------------- | --- |
| avant 29 février 1848 | 18 mars 1848     | Félix Bellator de Beaumont     | Député de la Somme                     | (commissaire du gouvernement). Élu représentant de la Somme                                                                |
| 28 février 1848       | 2 avril 1848     | Henri Philippe-Auguste Dutrône | Avocat, conseiller de la Cour à Amiens | (commissaire du gouvernement). Reste conseiller de la Cour à Amiens. Éleveur de la race bovine Sarlabot.                   |
| 28 février 1848       | 2 juin 1848      | Charles Michel Galisset        |                                        | (commissaire du gouvernement)                                                                                              |
| avant 18 mars 1848    |                  | Louis Bergeron                 | Journaliste                            | (commissaire du gouvernement)                                                                                              |
| avant mars 1848       |                  | Eugène Nyon                    | Écrivain                               | (commissaire du gouvernement)                                                                                              |
| 2 avril 1848          | 17 avril 1848    | Leclanché                      |                                        | (commissaire du gouvernement) Chassé d'Amiens par l'émeute le 17 avril 1848, nommé commissaire du gouvernement de l'Aisne. |
| 2 juin 1848           | 31 décembre 1848 | Renaud-Olive Tonnet            |                                        | (préfet). Nommé préfet de la Haute-Marne                                                                                   |
| 31 décembre 1848      | 3 décembre 1851  | Léon Masson                    |                                        | Sera préfet du Nord en 1870.                                                                                               |

## Préfets du Second Empire (1851-1870)
| Début            | Fin              | Nom                                                 | Fonction précédente                                                     | Observations                                                                                                  |
| ---------------- | ---------------- | --------------------------------------------------- | ----------------------------------------------------------------------- | --- |
| 3 décembre 1851  | 6 décembre 1851  | Jean Bérard                                         | Représentant de Lot-et-Garonne, membre de la commission consultative    | (commissaire extraordinaire, remplace le préfet) Nommé Inspecteur général de police à Lyon                    |
| 6 décembre 1851  | 31 octobre 1854  | Ludovic Ange Laurent Thévenin de Tanlay (1809-1864) | Préfet d'Indre-et-Loire, non-installé Préfet de la Manche               | Nommé préfet du Pas-de-Calais                                                                                 |
| 31 octobre 1854  | 26 novembre 1856 | Victor Auguste du Hamel                             | Préfet du Pas-de-Calais                                                 | (Fils du préfet Louis-Joseph Duhamel ). En non activité sur sa demande. Sera Député des Deux-Sèvres. Écrivain |
| 26 novembre 1856 | 14 décembre 1860 | Léon Victor Mouzard-Sencier (1816-1894)             | Préfet de l'Aveyron                                                     | Nommé préfet de la Loire                                                                                      |
| 14 décembre 1860 | 30 janvier 1869  | Charles Jules Cornuau (1821-1903)                   | Secrétaire général du ministère de l'intérieur et de la sûreté générale | Nommé préfet de Seine-et-Oise                                                                                 |
| 30 janvier 1869  | 31 janvier 1870  | Louis-Amand-Camille Guillaume d'Auribeau            | Préfet des Basses-Pyrénées                                              | Directeur général du personnel au ministère de l'intérieur et conseiller d'État                               |
| 31 janvier 1870  | 5 septembre 1870 | Théodose-Joseph de Guigné                           | Secrétaire général du ministère de l'instruction publique               | Remplacé le 5 septembre                                                                                       |

## Préfets de la Troisième République (1870-1940)
| Période           | Période           | Identité                                                      | Fonction précédente                                                                                    | Observation |
| ----------------- | ----------------- | ------------------------------------------------------------- | --- | --- |
| 5 septembre 1870  | 22 septembre 1870 | Jules Lardière                                                | Bonnetier à Fouilloy, près Corbie, et publiciste républicain, fondateur en 1869 du Progrès de la Somme | (1re période) Il donne le 22 septembre sa démission, retire sa démission le 24 octobre, il est alors confirmé dans son poste le 24 octobre) . |
| 23 septembre 1870 | 11 octobre 1870   | Vital Rault                                                   | Administrateur provisoire de l'Allier, non-installé                                                    | Administrateur provisoire |
| 24 octobre 1870   | 6 février 1871    | Jules Lardière                                                | | (2e période) Il a donné le 22 septembre sa démission, a retiré sa démission le 24 octobre, et il est alors confirmé dans son poste le 24 octobre. Sultzer, préfet prussien, est nommé en décembre 1870. Lardière démissionne le 6 février 1871. Il sera en 1871 membre du conseil général de la Somme pour Corbie et maire de Fouilloy. |
| 6 février 1871    |                   | Paul Ansart                                                   | conseiller de préfecture                                                                               | Préfet délégué par Jules Lardière |
| 7 mars 1871       | 13 juillet 1871   | Albert Dauphin                                                | Maire d'Amiens                                                                                         | Nommé, par le préfet prussien Lehndorff-Steinort (de:Karl von Lehndorff (Diplomat)), préfet par intérim le 7 mars ; préfet à titre définitif le 28 mars ; il refuse le titre, mais administre quand même le département |
| 13 juillet 1871   | 26 mai 1873       | Edmond Héguin de Guerle                                       | Préfet de la Charente-Inférieure                                                                       | Nommé préfet de la Haute-Garonne |
| 26 mai 1873       | 19 décembre 1873  | Michel-Antoine-Bertin-Léon Burin du Buisson                   | Préfet de l'Ariège                                                                                     | Nommé préfet de la Haute-Saône |
| 19 décembre 1873  | 19 mai 1877       | Marie-Ambroise-Ernest Pougny                                  | Préfet de l'Hérault                                                                                    | Nommé préfet de Lot-et-Garonne |
| 19 mai 1877       | non-installé      | Félix Renaud                                                  | Préfet de Lot-et-Garonne                                                                               | (non-acceptant) Sera nommé en décembre 1877 préfet de la Loire |
| 21 mai 1877       | 12 juin 1877      | Jean-Charles-Gustave de Toustain du Manoir                    | Directeur général des affaires civiles et financières de l'Algérie puis congé de santé                 | Nommé percepteur de Pantin |
| 12 juin 1877      | 18 décembre 1877  | Paul William Philip de Cardon de Sandran, Baron de Sandran(s) | Préfet de la Haute-Garonne                                                                             | Nommé directeur de la société d'assurance mutuelle immobilière contre l'incendie (pour Paris) |
| 18 décembre 1877  | 15 mars 1879      | François-Louis Herbette                                       | préfet de Tarn-et-Garonne                                                                              | Nommé préfet de la Loire-Inférieure |
| 15 mars 1879      | 28 février 1882   | François-Auguste Spuller                                      | Préfet de Vaucluse                                                                                     | (frère du ministre Eugène Spuller) Nommé Trésorier-payeur général du Gard |
| 28 février 1882   | 8 novembre 1882   | Justin Massicault                                             | Préfet de la Haute-Vienne                                                                              | Nommé préfet du Rhône |
| 8 novembre 1882   | 11 novembre 1886  | Léon Cohn                                                     | Préfet de Loir-et-Cher                                                                                 | Nommé préfet de la Haute-Garonne |
| 11 novembre 1886  | 10 mars 1888      | Henri Lozé                                                    | secrétaire général de la préfecture de police de Paris                                                 | Nommé préfet de police de Paris |
| 24 mars 1888      | 8 janvier 1890    | Herman Ligier                                                 | Préfet du Jura                                                                                         | Nommé préfet de Maine-et-Loire |
| 8 janvier 1890    | 8 mars 1890       | Arthur Christian                                              | Préfet de la Charente                                                                                  | Nommé directeur de la sûreté générale et préfet de l'Hérault |
| 9 mars 1890       | 1890              | René Alfred Allain-Targé                                      | Directeur du personnel et du secrétariat, puis congé de santé                                          | Nommé conseiller maître à la cour des comptes |
| 9 octobre 1893    | 28 février 1896   | Etienne Antoine Joucla-Pelous                                 | Préfet de Lot-et-Garonne                                                                               | Nommé préfet de la Loire |
| 28 février 1896   | 6 janvier 1897    | André Lauranceau                                              | Secrétaire-général de l'Aisne                                                                          | Nommé préfet du Nord |
| 6 janvier 1897    | 18 octobre 1898   | Charles Marie Joseph Bardon                                   | Préfet du Puy-de-Dôme                                                                                  | Nommé préfet du Nord , sans suite, puis nommé préfet des Alpes-Maritimes |
| 18 octobre 1898   | 31 mars 1899      | Paul Joseph Maximilien Granet                                 | Préfet d'Alger                                                                                         | Nommé préfet des Alpes-Maritimes |
| 31 mars 1899      | 30 juin 1906      | Achille Tournier                                              | Préfet de Vaucluse                                                                                     | Passe à la retraite |
| 30 juin 1906      | 21 novembre 1910  | Henri Auguste Bouffard                                        | Préfet de la Manche                                                                                    | Passe à la retraite |
| 22 novembre 1910  | 31 mars 1918      | Ernest Moullé                                                 | Préfet de la Savoie                                                                                    | Blessé au bombardement du 26 mars 1918 devient préfet honoraire et conseiller maître à la cour des comptes |
| 31 mars 1918      | 29 juillet 1922   | Alfred Morain                                                 | Préfet de la Seine-Inférieure                                                                          | Nommé préfet du Nord |
| 29 juillet 1922   | 22 juin 1929      | Pierre Emery                                                  | Préfet de la Meuse                                                                                     | Passe à la retraite |
| 28 mai 1929       | non-installé      | Henri Regnaut                                                 | Chef de cabinet du ministre André Tardieu                                                              | Nommé pour ordre, nommé directeur du personnel et de l'administration générale |
| 2 juillet 1929    | 2 mai 1930        | Georges Remyon                                                | Préfet d'Indre-et-Loire                                                                                | Passe à la disposition du ministre |
| 1er juin 1930     | 30 novembre 1933  | Marcel Bernard                                                | Préfet de l'Allier                                                                                     | À la disposition du ministre du travail et de la prévoyance sociale, directeur général de la caisse générale de garantie |
| 16 décembre 1933  | non-installé      | Lucien Cornélien Bilange                                      | Préfet des Côtes-du-Nord                                                                               | Nommé trésorier-payeur général de la Charente-Inférieure |
| 16 décembre 1933  | 24 mars 1938      | André Jozon                                                   | Préfet des Côtes-du-Nord                                                                               | Nommé préfet de la Marne |
| 24 mars 1938      | 21 septembre 1941 | Pierre Monnier                                                | Préfet du Var                                                                                          | Démissionné. Devient préfet honoraire en 1945 |

## Préfets de Vichy (1940-1944)
| Période           | Période         | Identité           | Fonction précédente            | Observation                                                                       |
| ----------------- | --------------- | ------------------ | ------------------------------ | --------------------------------------------------------------------------------- |
| 21 septembre 1940 | 12 mai 1942     | Emile Pelletier    | Sous-préfet de Valenciennes    | Poste suivant : préfet de la région de Laon, préfet de l'Aisne                    |
| 12 mai 1942       | 27 mars 1943    | Gaston Mumber      | Préfet de la Manche            | Poste suivant : préfet de la région de Laon, préfet de l'Aisne                    |
| 24 mars 1943      | 16 août 1943    | Pierre Linarès     | Préfet du Doubs                | détaché en qualité de directeur du comité d'organisation de l'industrie hôtelière |
| 16 août 1943      | 6 février 1944  | Charles Daupeyroux | Préfet des Pyrénées-Orientales | Disponibilité exceptionnelle, puis retraite d'office                              |
| 6 février 1944    | 11 juillet 1944 | Pierre Le Baube    | Préfet d'Eure-et-Loir          | Fuite et condamnation                                                             |

## Préfets et commissaires de la République de la Quatrième République (1944-1958)
| Période          | Période          | Identité                | Fonction précédente                                                                                        | Observation |
| ---------------- | ---------------- | ----------------------- | --- | --- |
| 3 octobre 1943   | 8 octobre 1943   | Vincent Bourrel         | directeur des contributions directes de l'Oise                                                             | Nommé préfet par décret du comité de l'action en France, mais désigné pour l'Oise le 8 octobre                                                        |
| 11 juillet 1944  | 31 août 1944     | Georges Combes          | Secrétaire général de la Somme                                                                             | Préfet provisoire. Suspendu de ses fonctions. Sera Préfet de la Lozère en 1960                                                                        |
| 27 août 1944     | non-installé     | Raymond Pierre Vivant   | Sous-préfet d'Abbeville, emprisonné, évadé, en disponibilité exceptionnelle                                | Non-installé. À la disposition du ministre en qualité de membre des commissions de reclassement et d'épuration, puis nommé (1945) préfet de la Vendée |
| 31 août 1944     | 7 septembre 1944 | Joseph Holin            | Résistant, Président du Comité départemental de la libération (C.D.L.) de la Somme (pseudonyme Jean Labbé) | Chargé des fonctions de préfet de la Somme. Devient directeur de la reconstruction du Jura                                                            |
| 7 septembre 1944 | 26 mars 1945     | Bernard Cornut-Gentille | Préfet d'Ille-et-Vilaine                                                                                   | Nommé préfet du Bas-Rhin |
| 26 mars 1945     | 27 mai 1947      | Maurice Cuttoli         | Préfet de l'Aube chargé des fonctions (1942-1944), puis en expectative                                     | Nommé préfet d'Oran |
| 27 mai 1947      | 20 mai 1959      | Henri Morel             | Préfet de la Meuse                                                                                         | (préfet de la Reconstruction) Nommé directeur du Journal officiel de la République française                                                          |

## Préfets de la Cinquième République (depuis 1958)
De 1961 à 2016, le préfet de la Somme est préfet de la Région Picardie. 
| Période           | Période           | Identité               | Fonction précédente | Observation |
| ----------------- | ----------------- | ---------------------- | --- | --- |
| 20 mai 1959       | 12 juillet 1967   | Pierre Larrieu         | Préfet de la Manche | (en 1961: premier préfet (préfet coordonnateur) de la région Picardie). Part en congé spécial                                                           |
| 12 juillet 1967   | 14 juin 1973      | Pierre-Marcel Wiltzer  | Préfet de la Sarthe | En disponibilité; puis en retraite |
| 14 juin 1973      | 15 mars 1974      | Michel Aurillac        | Préfet de l'Essonne | Nommé chargé de mission au cabinet du Premier ministre Pierre Messmer                                                                                   |
| 20 mars 1974      | 4 août 1975       | Maurice Paraf          | Directeur général des collectivités locales | Nommé directeur général de l'administration |
| 4 août 1975       | 25 avril 1977     | Jean Coursaget         | Préfet des Côtes-du-Nord | En congé spécial |
| 25 avril 1977     | 19 juin 1980      | Jean Rochet            | Préfet de Meurthe-et-Moselle | Nommé préfet de la région Centre, préfet du Loiret |
| 19 juin 1980      | 19 novembre 1982  | Jean Clauzel           | Préfet de l'Essonne | Nommé préfet de la région Aquitaine, préfet de la Gironde                                                                                               |
| 19 novembre 1982  | 19 septembre 1984 | Gérard Dupré           | Directeur de la circulation, des transports et du commerce à la préfecture de police de Paris                                                                          | Nommé préfet hors cadre; devient en 1985 Président du conseil d'administration de l'agence financière de bassin Artois-Picardie                         |
| 19 septembre 1984 | 19 juin 1986      | Jacques Séval          | Conseiller technique au cabinet du Premier ministre Pierre Mauroy | Nommé préfet hors cadre, devient conseiller maître à la cour des comptes                                                                                |
| 19 juin 1986      | 19 juillet 1989   | Alain Ohrel            | Préfet de Maine-et-Loire | Nommé préfet de la région Pays de la Loire, préfet de la Loire-Atlantique                                                                               |
| 19 juillet 1989   | 14 novembre 1990  | Philippe Loiseau       | Préfet de la région Limousin, préfet de la Haute-Vienne | Nommé président du conseil d'administration des Houillères de Lorraine                                                                                  |
| 5 décembre 1990   | 10 juillet 1991   | Bernard Grasset        | Délégué du gouvernement pour la Nouvelle-Calédonie et dépendances et les îles Wallis et Futuna, haut commissaire de la République en Nouvelle-Calédonie et dépendances | Nommé directeur général de la police nationale |
| 19 juillet 1991   | 5 avril 1993      | Henri Rouanet          | Préfet de la région Limousin, préfet de la Haute-Vienne | Nommé préfet hors cadre |
| 5 mai 1993        | 1995              | Michel Desmet          | Préfet de Maine-et-Loire | Préfet hors cadre, devient président du conseil d'administration de la Société nationale de construction de logements pour les travailleurs (Sonacotra) |
| 31 août 1995      | 29 novembre 1999  | Jean-Louis Dufeigneux  | Préfet de la région Franche-Comté, préfet du Doubs | Devient conseiller d’État en service extraordinaire |
| 29 novembre 1999  | 25 juin 2002      | Daniel Cadoux          | Préfet du Pas-de-Calais | Nommé préfet de la région Bourgogne, préfet de la Côte-d'Or                                                                                             |
| 25 juin 2002      | 6 décembre 2004   | Pierre Mirabaud        | Préfet du Val-de-Marne | Nommé délégué à l'aménagement du territoire et à l'action régionale                                                                                     |
| 13 décembre 2004  | 21 juin 2007      | Michel Sappin          | Préfet de Seine-Saint-Denis | Nommé préfet de la région Provence-Alpes-Côte d'Azur, préfet des Bouches-du-Rhône                                                                       |
| 9 juillet 2007    | 16 février 2009   | Henri-Michel Comet     | Directeur du cabinet de Michèle Alliot-Marie, ministre de l'intérieur, de l'outre-mer et des collectivités territoriales                                               | Nommé secrétaire général du ministère de l’Intérieur, de l’Outre-mer et des Collectivités territoriales                                                 |
| 16 février 2009   | 1er août 2012     | Michel Delpuech        | Directeur du cabinet de Michèle Alliot-Marie, ministre de l'intérieur, de l'outre-mer et des collectivités territoriales                                               | Nommé préfet de la région Aquitaine, préfet de la Gironde                                                                                               |
| 1er août 2012     | 30 juillet 2014   | Jean-François Cordet   | Directeur général de l'Office français de protection des réfugiés et apatrides OFPRA                                                                                   | Nommé préfet de région Nord-Pas-de-Calais, préfet du Nord                                                                                               |
| 30 juillet 2014   | 31 décembre 2015  | Nicole Klein           | Préfète de Seine-et-Marne | (Dernière préfète de la région Picardie). Nommé préfète de la région Normandie, préfète de la Seine-Maritime                                            |
| 1er janvier 2016  | 4 janvier 2019    | Philippe de Mester     | Directeur général des services de la région Rhône-Alpes | Nommé directeur de l'ARS Provence-Alpes-Côte d'Azur |
| 21 janvier 2019,  | 13 juillet 2022   | Muriel Nguyen (d)      | Préfète de la Meuse | Nommée directrice de cabinet du ministre du Logement Olivier Klein                                                                                      |
| 23 août 2022,     | juillet 2023      | Étienne Stoskopf       | Préfet des Pyrénées-Orientales | Nommé conseiller aux affaires intérieures (chef de pôle) au sein du cabinet de la Première ministre                                                     |
| 13 juillet 2023,  |                   | Rollon Mouchel-Blaisot | Directeur du programme national « Action cœur de ville » et pilote interministériel des opérations de revitalisation de territoire (ORT)                               | |